# JoAnne Russell
JoAnne Carleton Russell (Miami, 30 de Outubro de 1954) é uma ex-tenista profissional estadunidense.

## WTA Tour finais

### Simples 3 (2–1)
| Posição | N. | Data              | Torneio                    | Piso    | Oponente            | Placar        |
| Campeã  | 1. | Fevereiro 5, 1984 | Indianapolis, Indiana, EUA | Duro    | Pascale Paradis     | 7–6, 6–2      |
| Campeã  | 2. | Setembro 30, 1984 | Richmond, Virginia, EUA    | Duro    | Michaela Washington | 6–2, 4–6, 6–2 |
| Vice    | 3. | Outubro 28, 1984  | Brighton, Inglaterra       | Carpete | Sylvia Hanika       | 3–6, 6–1, 2–6 |

### Duplas 21 (4–17)
| Posição | N.  | Data               | Torneio                           | Piso    | Parceira         | Oponentes                            | Placar        |
| Vice    | 1.  | Fevereiro 27, 1977 | Detroit, Michigan, EUA            | Carpet  | Janet Newberry   | Martina Navratilova Betty Stöve      | 3–6, 4–6      |
| Campeã  | 2.  | Julho 2, 1977      | Wimbledon, Inglaterra             | Grama   | Helen Gourlay    | Martina Navratilova Betty Stöve      | 6–3, 6–3      |
| Vice    | 3.  | Outubro 16, 1977   | Phoenix, Arizona, EUA             | Duro    | Helen Cawley     | Billie Jean King Martina Navratilova | 1–6, 5–7      |
| Vice    | 4.  | Fevereiro 5, 1978  | Chicago, Illinois, EUA            | Carpete | Rosie Casals     | Betty Stöve Evonne Cawley            | 1–6, 4–6      |
| Vice    | 5.  | Outubro 22, 1978   | Brighton, Inglaterra              | Carpete | Ilana Kloss      | Betty Stöve Virginia Wade            | 0–6, 6–7      |
| Vice    | 6.  | Março 28, 1980     | Carlsbad, EUA                     | Duro    | Rosie Casals     | Laura Du Pont Pam Shriver            | 7–6, 4–6, 1–6 |
| Vice    | 7.  | Setembro 14, 1980  | Salt Lake City, Utah, EUA         | Duro    | Barbara Jordan   | Virginia Ruzici Pam Teeguarden       | 4–6, 5–7      |
| Vice    | 8.  | Novembro 16, 1980  | Amsterdam, Holanda                | Carpete | Mima Jaušovec    | Hana Mandlíková Betty Stöve          | 6–7, 6–7      |
| Vice    | 9.  | Março 22, 1981     | Boston, Massachusetts, EUA        | Carpete | Virginia Ruzici  | Barbara Potter Sharon Walsh          | 7–6, 4–6, 3–6 |
| Vice    | 10. | Abril 26, 1981     | Amelia Island, Florida, EUA       | Saibro  | Pam Shriver      | Kathy Jordan Paula Smith             | 3–6, 7–5, 6–7 |
| Campeã  | 11. | Agosto 9, 1981     | US Clay Courts, EUA               | Saibro  | Virginia Ruzici  | Sue Barker Paula Smith               | 6–2, 6–2      |
| Vice    | 12. | Abril 11, 1982     | Hilton Head, Carolina do Sul, EUA | Saibro  | Virginia Ruzici  | Martina Navratilova Pam Shriver      | 1–6, 2–6      |
| Vice    | 13. | Maio 16, 1982      | Lugano, Suiça                     | Clay    | Virginia Ruzici  | Candy Reynolds Paula Smith           | 2–6, 4–6      |
| Vice    | 14. | Agosto 8, 1982     | US Clay Courts, EUA               | Saibro  | Virginia Ruzici  | Ivanna Madruga Catherine Tanvier     | 5–7, 6–7      |
| Vice    | 15. | Dezembro 12, 1982  | Richmond, Virginia, EUA           | Saibro  | Virginia Ruzici  | Rosie Casals Candy Reynolds          | 3–6, 4–6      |
| Vice    | 16. | Agosto 11, 1984    | US Clay Courts, USA               | Saibro  | Elise Burgin     | Beverly Mould Paula Smith            | 2–6, 5–7      |
| Campeã  | 17. | Setembro 30, 1984  | Richmond, Virginia, EUA           | Duro    | Elizabeth Minter | Jennifer Mundel Felicia Raschiatore  | 6–4, 3–6, 7–6 |
| Campeã  | 18. | Março 31, 1985     | Palm Beach, Florida, EUA          | Saibro  | Anne Smith       | Laura Gildemeister Gabriela Sabatini | 1–6, 6–1, 7–6 |
| Vice    | 19. | Setembro 22, 1985  | Chicago, Illinois, EUA            | Carpete | Elise Burgin     | Kathy Jordan Liz Smylie              | 2–6, 2–6      |
| Vice    | 20. | Janeiro 26, 1986   | Wichita, Kansas, EUA              | Carpete | Anne Smith       | Kathy Jordan Candy Reynolds          | 3–6, 7–6, 3–6 |
| Vice    | 21. | Maio 11,1986       | Houston, Texas, EUA               | Saibro  | Elise Burgin     | Chris Evert-Lloyd Wendy Turnbull     | 2–6, 4–6      |

### Duplas Mistas 1 (0-1)
| Posição | N. | Data              | Torneio      | Piso | Parceira     | Oponentes               | Placar   |
| Vice    | 1. | Setembro 13, 1981 | US Open, EUA | Duro | Steve Denton | Kevin Curren Anne Smith | 3–6, 6–7 |